# Raasay
Raasay, schottisch-gälisch Ratharsair oder Ratharsaigh, deutsch: Rehinsel, ist eine Insel der Inneren Hebriden zwischen Skye und dem schottischen Festland. 2011 lebten 161 Personen auf Raasay.

## Geographie
Raasay wird durch den Sound of Raasay von Skye und durch den Inner Sound von der Applecross-Halbinsel getrennt. Die nahezu unbesiedelte kleine Insel South Rona liegt gut 600 Meter vor ihrer Nordküste, die Insel Scalpay vor ihrer Südküste. Sowohl Raasay als auch South Rona gehören administrativ zur Civil parish Portree, die größtenteils auf Skye liegt und auch den gleichnamigen Hauptort Portree der Insel Skye enthält. Hauptort Raasays ist das an der Südküste gelegene Inverarish, wo sich auch ein kleiner Laden und eine Poststelle befinden. 
Ein Teil des Dorfes diente im Ersten Weltkrieg als Kriegsgefangenenlager. Die Insassen mussten in der Erzmine der Insel arbeiten, die kurz nach Kriegsende stillgelegt wurde. Heute arbeiten die Bewohner beim Fischfang, für die Fährgesellschaft oder pendeln zu ihren Arbeitsplätzen nach Portree. Es gibt am Ort die Raasay Distillery. Es gibt eine Grundschule; ältere Schüler müssen mit der Fähre nach Portree fahren.
Das Gebiet der Insel erstreckt sich rund 22 Kilometer von Nord nach Süd und misst an der breitesten Stelle fünf Kilometer von Ost nach West. Der höchste Punkt ist mit 441 Metern der Dun Caan, ein ungewöhnlicher Gipfel mit abgeflachter Spitze.
Aufgrund ihrer geologischen Besonderheiten wird Raasay häufig für Kartierungsexkusionen von Geologiestudenten besucht.
Sehenswürdigkeiten sind die Reste eines Brochs, die Ruinen von Brochel Castle, Menhire, piktische Symbolsteine und das ehemalige Herrenhaus Raasay House. Bei Eyre Point befinden sich die Steinkiste von Eyre Point mit einem gewaltigen Deckstein und das Souterrain von Suisnish.
Raasay ist Heimat der Raasay-Wühlmaus, einer Unterart von Myodes glareolus, die nur hier heimisch ist. Es gibt viele verschiedene Pflanzen-, Vogelarten und eine große Population an Ottern.
Eine 25-minütige Fährreise verbindet die Insel mit Sconser auf Skye. Bis 2004 fuhr sonntags nicht einmal die Fähre. Weil viele Bewohner die Sonntagsruhe achten, werden an diesem Tag auch keine Dienstleistungen angeboten.

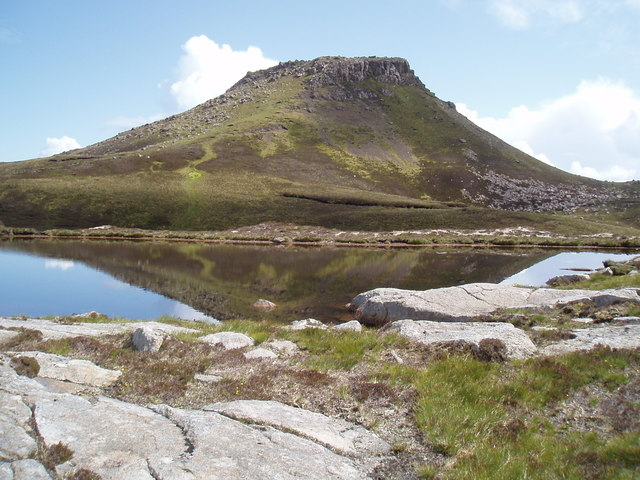
Dun Caan
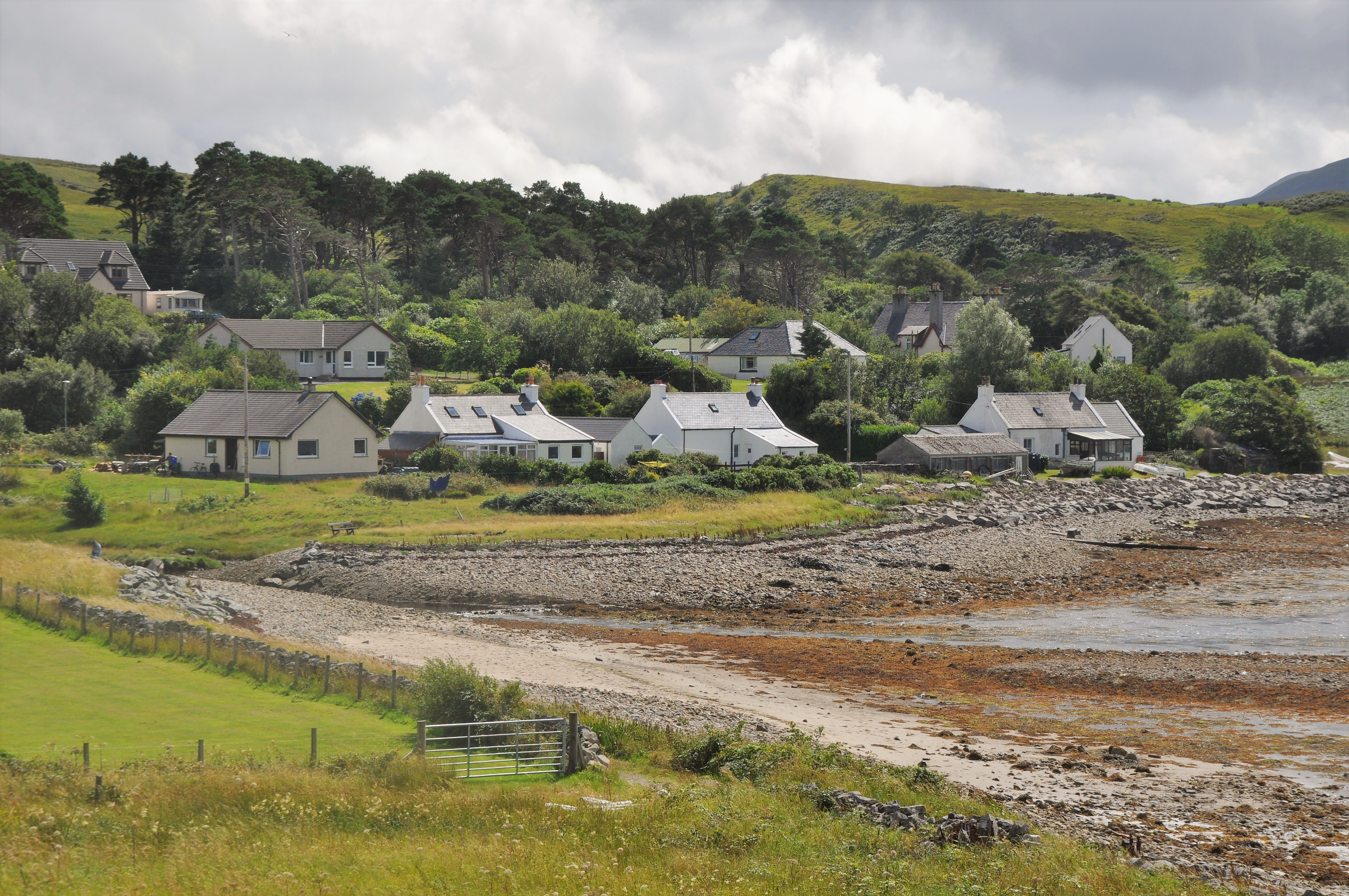
Dorf Suisnish
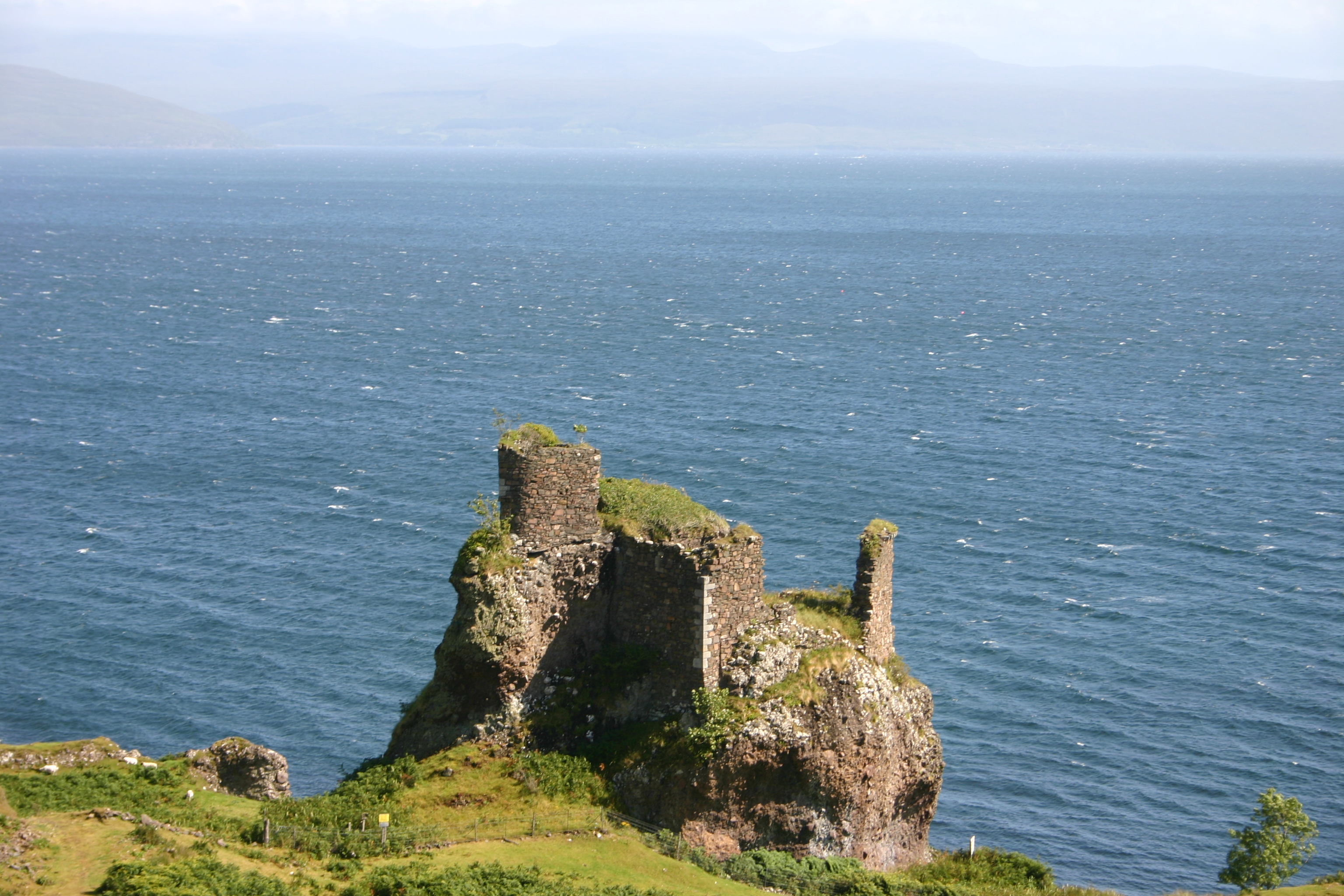
Brochel Castle auf Raasay